# アレクサンドル・ルノワール

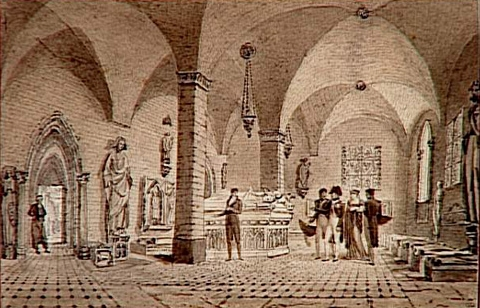
ナポレオンとジョゼフィーヌに博物館を案内するアレクサンドル・ルノワール

マリー・アレクサンドル・ルノワール（Marie Alexandre Lenoir、1761年12月27日 - 1839年6月11日）は、フランスの考古学者、美術史家である。フランス革命による騒乱で歴史的遺物や美術品が損傷を受けることから守ったことで知られている。

## 略歴
パリで生まれた。パリ大学のCollège des Quatre-Nationsで学んだ。1778年にから王立絵画彫刻アカデミーに入学し、画家のガブリエル＝フランソワ・ドワイアン（1726-1806）から絵画を学んだが、すぐに画家になるのを止めて、執筆活動に入った。
1789年にフランス革命が始まると、芸術委員会の委員に任命された。この委員会は、フランス革命初期における破壊行為や歴史的に貴重な美術品が放置されていたことから重要な芸術作品の保存に努めることを任務としていた。ルノワールらは Hôtel des Nesle と修道院であったプティ・ゾーギュスタン（Petits-Augustins）を臨時の美術品、歴史的遺物の保管場所にした。師匠のドワイアンとパリ市長の推薦により1791年にその責任者に任命された。1793年にルーブル美術館が古典美術と当代の美術品の美術館として設立された後も、ルノワールはフランスの中世美術品を収蔵する独自の博物館の設立を主張する評論活動を続けた。
革命が過激化する中、自らを危険にさらして、サン＝ドニのフランス王の墓や、フランス全土の美術品などの歴史的遺物の回収に取り組み続けた。1796年にプティ・ゾーギュスタンは、フランス記念物博物館（Musée des Antiquités et Monuments Français）として1895年に開館し、ルノワールは館長となった。ルノワールは収集した遺物を研究し、多くの著作を執筆した。この功績で1814年にレジオンドヌール勲章（シュバリエ）を受勲した。
ナポレオン・ボナパルトが失脚した後、国王ルイ18世によって博物館は閉鎖され、収蔵品は元あった施設などに戻すように命じられた。
1820年代に10代だったオノレ・ドーミエを教えたことでも知られ、オノレ・ドーミエは有名な画家、版画家になった。
1839年にパリで亡くなった。

## 著作
- Histoire des arts en France, prouvée par les monuments. Suivie d’une description chronologique des statues en marbre et en bronze, bas-reliefs et tombeaux des hommes et des femmes célèbres, rénuis au Musée impérial des monuments français. Hacquart, Paris 1810
- Recueil de portraits inedits des hommes et des femmes qui ont illustré la France sous différens règnes, dont les originaux sont conservés dans ledit musée. Paris 1809.
- Description historique et chronologique des monuments de sculpture, réunis au Musée des monuments français. Musée des monuments français, 4 Bände, Paris an V de la République [1795–1806]. Digitalisat (7. éd., Auteur, Paris [an XI [1803]], 1 Band)
- Musée des monuments français: histoire de la peinture sur verre, et description des vitraux anciens et modernes, pour servir à l’histoire de l’art, relativement à la France; ornée de gravures, et notamment de celles de la fable de Cupidon et Psyché, d’après les dessins de Raphael. L’Imprimerie de Guilleminet, Paris 1803.
- Musée impérial des monuments français : histoire des arts en France, et description chronologique des statues en marbre et en bronze, bas-reliefs et tombeaux des hommes et des femmes célèbres, qui sont réunis dans ce musée. Hacquart, Paris 1810.